# St.-Jacobi-Kirche (Greifswald)
Die St.-Jacobi-Kirche liegt am westlichen Rand der Greifswalder Altstadt.

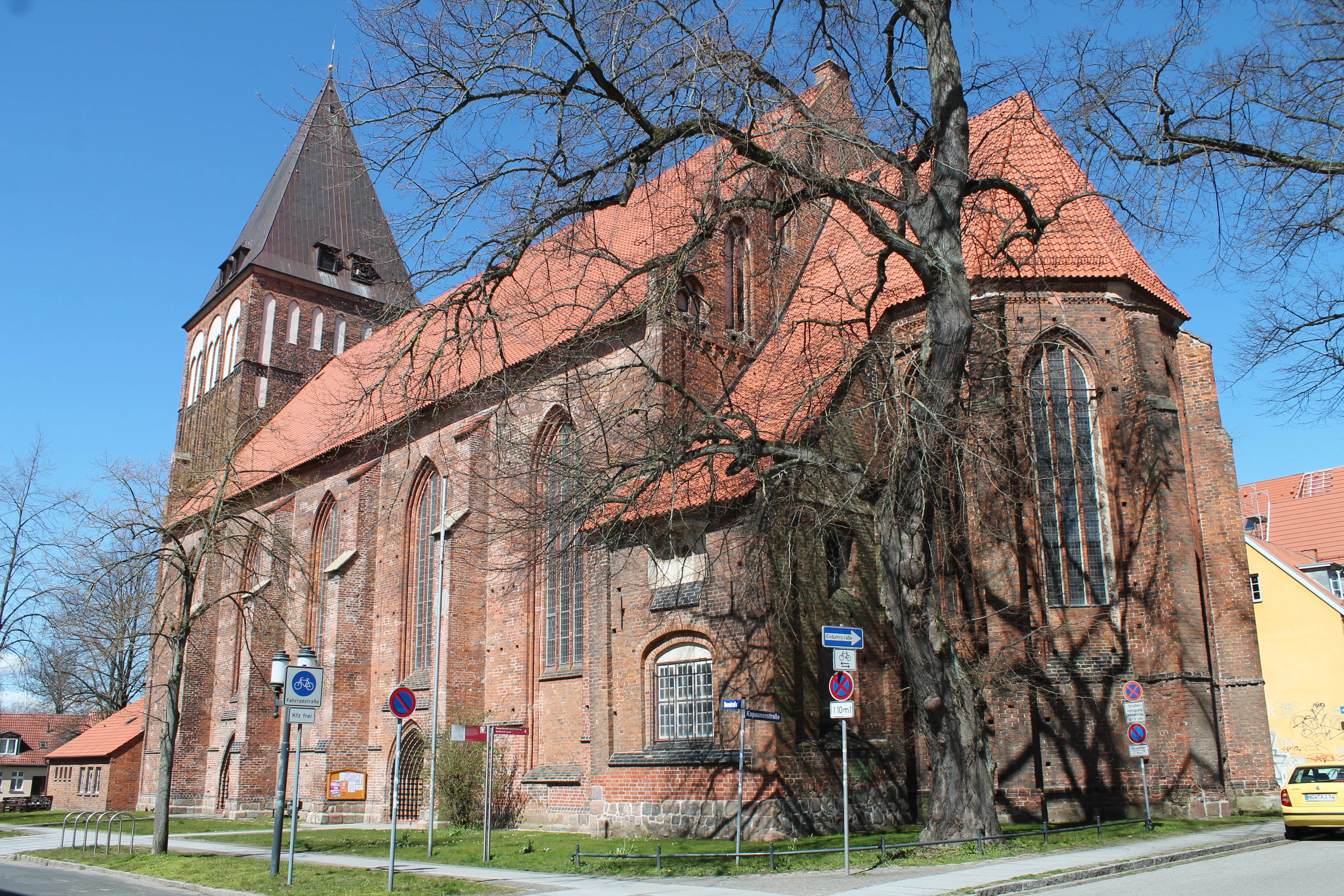
Die St.-Jacobi-Kirche von Südosten

## Namensgebung
Die St.-Jacobi-Kirche ist Jakobus d. Ä. geweiht. Sie liegt an der Via Baltica, einem Teil des Jakobsweges. Da sie die kleinste der drei mittelalterlichen Kirchen Greifswalds ist, wird sie im Volksmund auch als „kleiner Jakob“ bezeichnet.

## Geschichte
Die St.-Jacobi-Kirche ist jünger als die beiden anderen gotischen Kirchen der Greifswalder Innenstadt, die St.-Marien-Kirche und die St.-Nikolai-Kirche. Zwischen 1250 und 1264 entstanden am westlichen Rand der Stadt Greifswald das St.-Spiritus-Hospital und die Neustadt, in der auch die St.-Jacobi-Kirche erbaut wurde. Die erste namentliche Erwähnung der St.-Jacobi-Kirche stammt aus dem Jahr 1275, als der pommersche Herzog Barnim I. das Patronat über die Kirche an das örtliche St.-Spiritus-Hospital übertrug. Für dasselbe Jahr ist der Name des ersten Pfarrers – Hermann – überliefert.
Gegen Ende des 13. Jahrhunderts sollte sich ein Streit zwischen dem Kloster Eldena und dem damaligen Herzog Barnim I. über das Patronat über die St.-Jacobi-Kirche entwickeln. In einer Urkunde aus dem Jahr 1265 bestätigte Herzog Barnim I. dem Kloster Eldena das Patronat über alle Kirchen der Stadt, ohne sie dabei namentlich zu nennen. Der Ursprung des Konflikts wird erst erkennbar, wenn die Daten der Urkunden mit den Bauzeiten verglichen werden, denn zum Zeitpunkt dieser ersten Bestätigung des Patronats, 1265, dürfte der Bau der St.-Jacobi-Kirche noch nicht abgeschlossen gewesen sein, wodurch vermutet werden kann, dass nur die St.-Nikolai-Kirche und St.-Marien-Kirche gemeint waren. Zehn Jahre später, 1275, übertrug Herzog Barnim I. das Patronat über die St.-Jacobi-Kirche an das benachbarte St.-Spiritus-Hospital. 1280 bestätigte Bischof Hermann von Cammin jedoch dem Kloster Eldena das Patronat über alle drei Kirchen der Stadt. Barnims Nachfolger, Herzog Bogislaw IV., bestätigte im folgenden Jahr 1281 dem Kloster Eldena das Patronat. 1298 erkannte der Papst das Eldenaer Patronat an.
Die ersten Berichte von Wallfahrten nach Santiago de Compostela, die in Greifswald aufbrachen, stammen aus dem Jahr 1311. Sowohl bei der Wallfahrt von 1311 als auch bei den folgenden Unternehmungen findet sich die St.-Jacobi-Kirche unter den Begünstigten im Todesfall der Wallfahrer.
Für die St.-Jacobi-Kirche sind diverse Stiftungen überliefert, so die Letzenischen Vikarien, die Hagemeisterschen Vikarien sowie der Jakobus-Altar.
Vier Gilden nutzten die St.-Jacobi-Kirche im Mittelalter: die Mariengilde, die Fronleichnamsgilde, die Bruderschaft der 12 Apostel und die St.-Erasmus-Gilde. Eng mit der Mariengilde verknüpft war nicht nur die heute nicht mehr existierende Marienkapelle auf dem angrenzenden Friedhof, sondern auch die Familie Letzenitz, eine der wichtigsten Familien der Greifswalder Neustadt. Grabsteine vieler Mitglieder der Familie finden sich in der St.-Jacobi-Kirche. 1798 wurde die Marienkapelle, über die die Familie Letzenitz das Patronat besaß, abgetragen.
Im Jahr 1461 kam es zu einem Brand in der St.-Jacobi-Kirche.
Nach der Gründung der Universität im 15. Jahrhundert war die St.-Jacobi-Kirche mit der Artistenfakultät verbunden. Studenten waren verpflichtet, den Gottesdienst dort zu besuchen. Das 1747 errichtete ehemalige Pfarrhaus der Jacobigemeinde wurde von der Universität Greifswald für Lehrzwecke genutzt und im Jahre 1910 an sie verkauft.
Im Laufe des 17. Jahrhunderts und bis ins 19. Jahrhundert wurde die Kirche mehrmals zu weltlichen, darunter vor allem militärischen Zwecken umfunktioniert. Zunächst diente das Kirchengebäude im Laufe des Dreißigjährigen Krieges als Korn- und Mehllager. Während des Großen Nordischen Krieges (1700–1721) wurde die Kirche ab dem Jahr 1715 als Pulvermagazin genutzt. Zur Zeit der Napoleonischen Kriege, als es zur Besatzung Greifswalds kam, wurde die St.-Jacobi-Kirche anfangs als Fouragemagazin und später als Feldbäckerei genutzt.
Am 1. April 1955 kam es aus ungeklärten Ursachen zu einem Brand in der Kirche, bei dem neben dem Turm auch die Orgel beschädigt wurde.

## Baugeschichte und Beschreibung

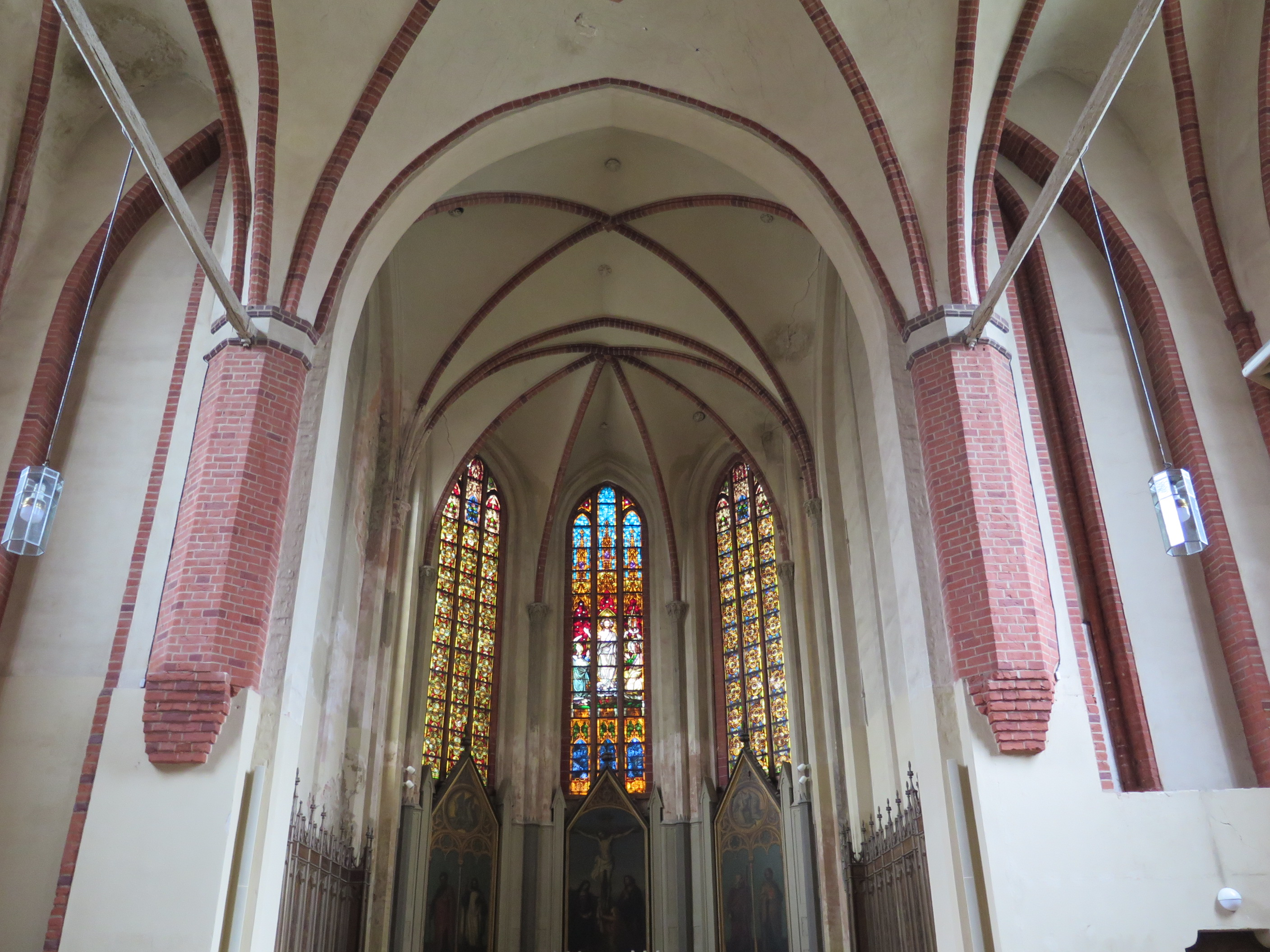
Blick nach Osten. Zu erkennen sind die vermauerten Fensternischen, die auf die ursprüngliche Zweischiffigkeit der Kirche hindeuten.

Bei der Pfarrkirche handelt es sich um eine frühgotische Backsteinkirche. Der Grundriss besteht aus einer dreischiffigen Halle, einem quadratischen Westturm und einem mehrseitigen, eingezogenen Chor im Osten. Das Gebäude wurde ursprünglich zweischiffig geplant, was sich unter anderem an den Resten von zwei großen, heute zugemauerten Fensternischen in der Ostwand erkennen lässt.
Begonnen wurde mit dem Bau der zweischiffigen Hallenkirche um 1280. Von den insgesamt fünf Jochen des Kirchenschiffes wurden zunächst die zwei östlichsten errichtet. Zeitgleich wurde im Westen der Bau des Turms mit seiner quadratischen Grundfläche und dem Westportal eingeleitet. Anschließend wurden die drei noch fehlenden Langhausjoche aufgemauert, um die Grundmauern der Kirche zu vervollständigen.
Das heutige Langhaus besteht aus dem Hallenraum mit breitem Mittelschiff und zwei sehr schmalen Seitenschiffen. Acht Rundpfeiler auf hohen Sockeln definieren fünf quadratische Mittelschiffsjoche und schmale Seitenschiffsjoche. Die Decke besteht aus einem Kreuzrippengewölbe mit Eckdiensten aus Holz und laubverzierten Konsolen. Im gesamten Inneren der Kirche ist ein Wechsel von glasierten und unglasierten Backsteinen zu erkennen.
Die Basis der Seitenwände bildet ein Granitsockel mit abschließendem glasierten Wulstprofil aus Backsteinen, worauf die Langseiten der Halle symmetrisch aufgestellt sind. Die Wandflächen der Seiten weisen jeweils fünf großflächige Spitzbogenfenster und vier dazwischen liegende Strebepfeiler auf.

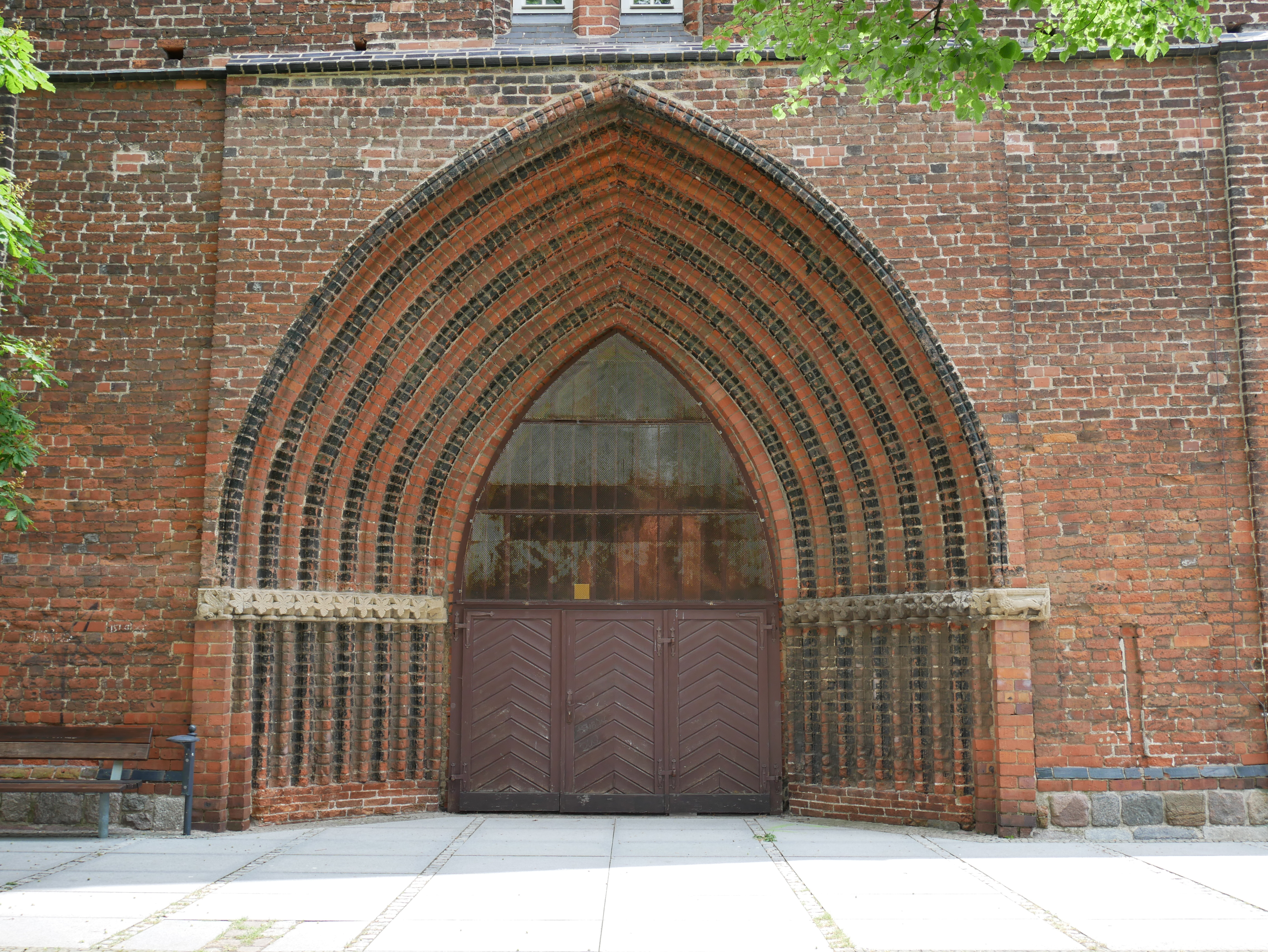
Das Westportal der Kirche

Im Westen schließt sich der Turm an das Langhaus an. Dieser teilt sich in das Unter- und Obergeschoss. Die Halle und das unterste Turmgeschoss wurden möglicherweise noch vor 1300 fertiggestellt.  Das Untergeschoss des Turms ist mit einem großen, tief gestaffelten Westportal ausgestattet. Dieses ist zwölfstufig und reichverziert. Besonders die Ornamentik der Kapitelle sticht hervor. Diese besteht unter anderem aus Weinblattkapitellen aus Kalkstein und zwei stilisierten Figuren: Löwe und Greif. Besonders ist auch der Wechsel von glasierten und unglasierten Steinen, da die Glasur hier nicht horizontal, sondern vertikal von Profilstufe zu Profilstufe wechselt. Das zweite Turmgeschoss wird durch spitzbogige Blenden gegliedert. Ein breiter, gitterförmiger Formsteinfries umläuft hier das Turmgeschoss. Darüber folgen jeweils drei Rundbogenblenden zu den drei Hauptseiten und sieben schmale zu der Langhausseite. Bis zum Jahre 1410/20 wurde auch das dritte Turmgeschoss aufgesetzt. Der Turm wird mit einem spitzwinkligen Pyramidendach abgeschlossen.
Das Gebäude verfügt über fünf Portale: ein Nordwestportal, das auch als „Chorportal“ bezeichnete Südostportal (vom späteren Sakristeianbau verdeckt), zwei sich am Langhaus befindende Südportale, sowie das große Westportal. Auffällig ist der dreieckige Ostgiebel mit acht zweiteiligen Blenden. Das gesamte Kirchenschiff ist mit einem ziegelgedeckten Satteldach bedeckt.
Der Bau des Dachwerkes mit kreuzverstrebter Kehlbalkenkonstruktion  begann erst 1322. Warum der Bauprozess ins Stocken geraten war, ist ungewiss. 1330/40 wurde am Turm weitergearbeitet und ein schmaler Durchgangsraum zwischen der Halle und dem Turmuntergeschoss in der Westwand der Kirche geschaffen. Zur gleichen Zeit bekam der Turm sein zweites Geschoss sowie einen nördlich angelegten Treppenturm.
Das nach unten noch offene Dachwerk war vom Kircheninneren aus bis 1400 gut sichtbar, als die Kirche umgestaltet und die Gewölbe fertig gestellt wurden. Um 1400 folgte der Anbau eines Chores mit fünfseitigem, polygonalem Abschluss. Die umgebenden Längswände sind durch raumhohe und jochbreite Wandnischen gegliedert, in deren Rückflächen sich die Spitzbogenfenster befinden. Auf der Außenseite des Chores ist unter dem Traufgesims ein Zierfries erkennbar, über ihm folgt das aufgesetzte Dachwerk, das 1406 fertig gebaut werden konnte. Dieser Teil der Kirche hat sich bis heute nicht verändert.
Den Abschluss bildete um 1450 die Fertigstellung der Sakristei an der südlichen Seite des Chores.

## Ausstattung

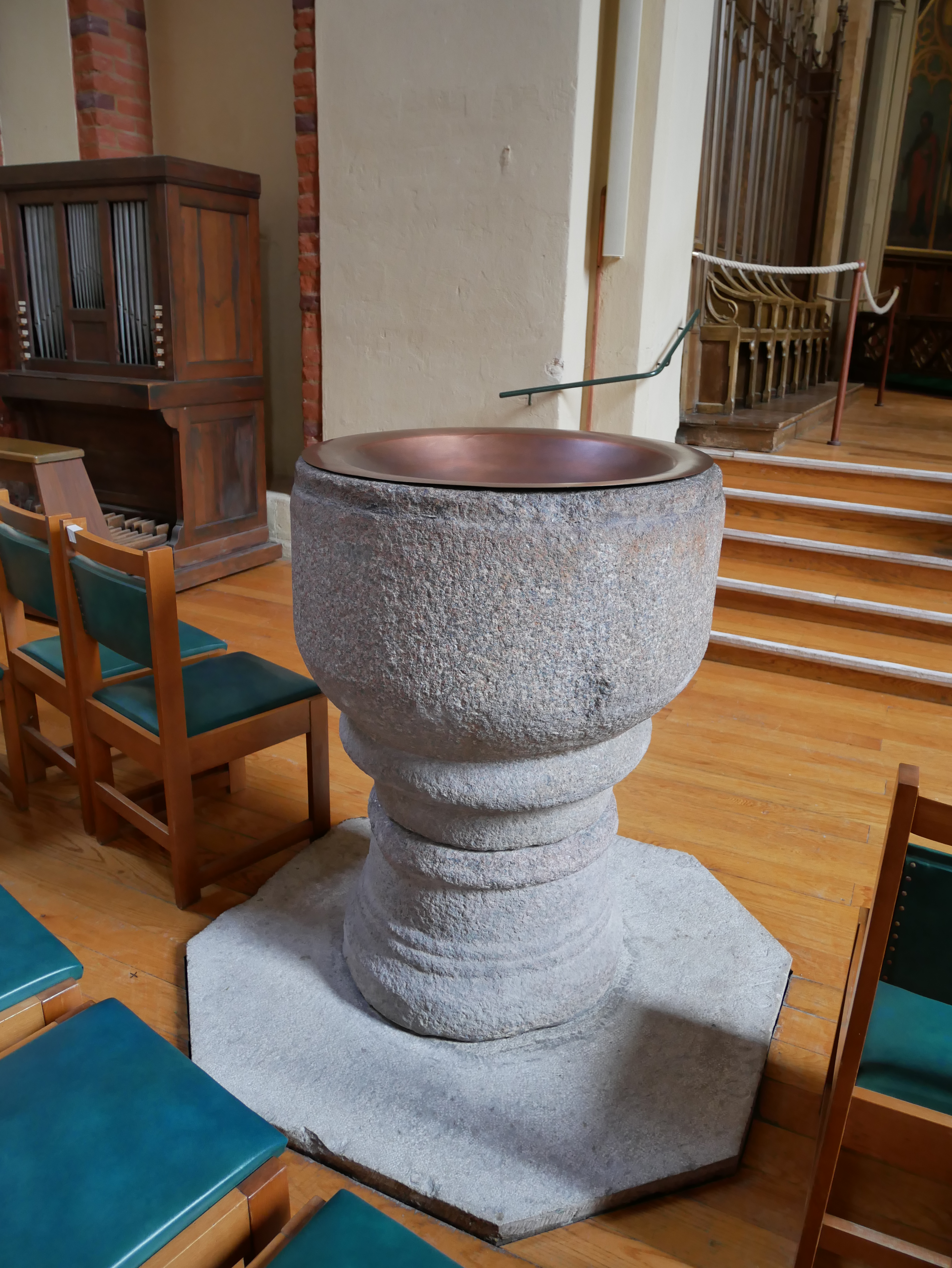
Der mittelalterliche Taufstein

### Taufstein
Der Taufstein stammt aus der zweiten Hälfte des 13. Jahrhunderts und somit aus vorgotischer Zeit. Er besteht aus zwei Teilen, die aus zwei großen Granitblöcken gemeißelt sind. Der Taufstein hat die Form eines Kelches und besitzt keine Verzierungen. Er gehört zu der „Loitz Gruppe“, einer Gruppe von Taufsteinen, welche an gotländische Vorbilder anknüpft.

### Malerei

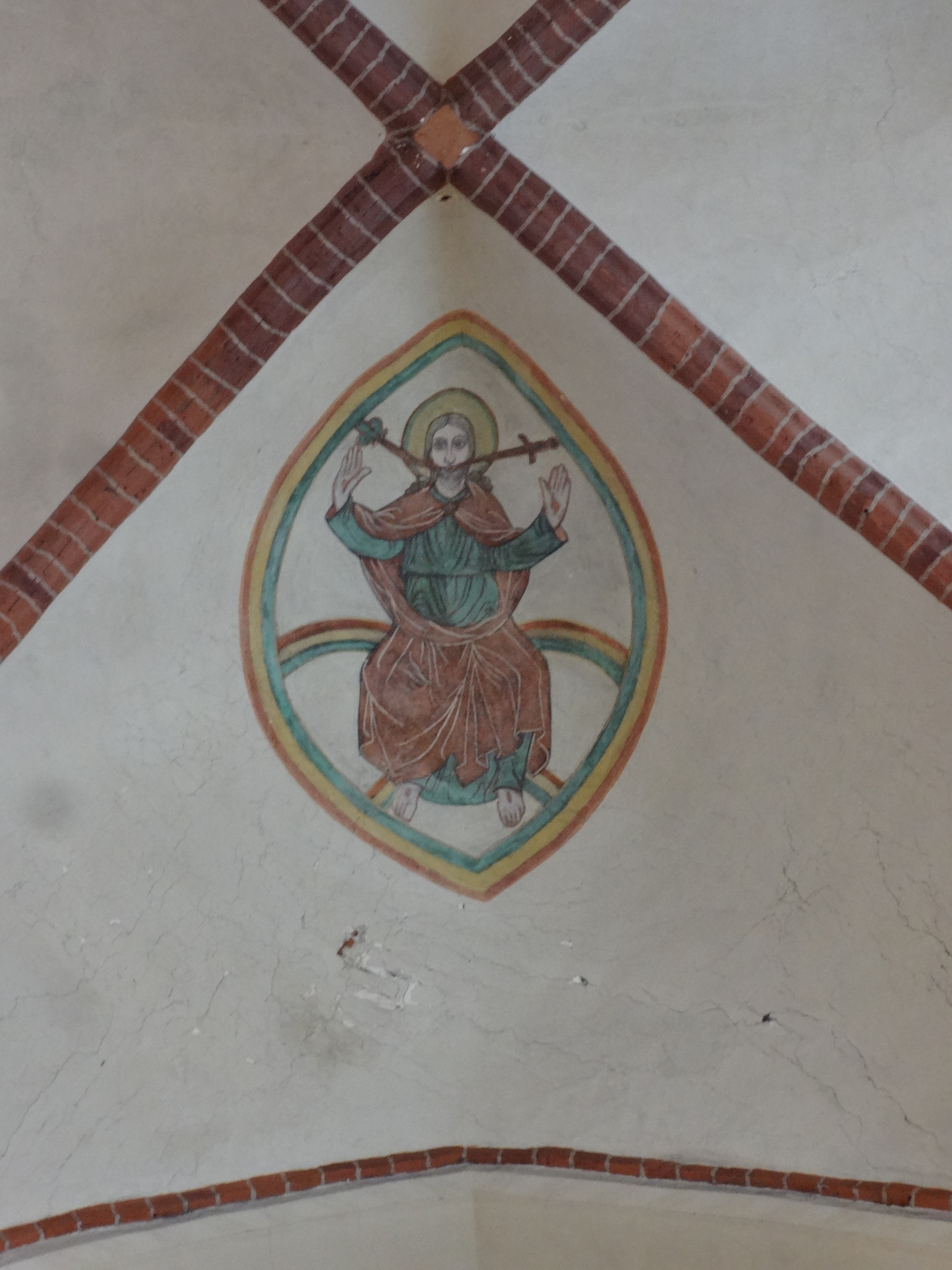
Majestas Domini im Gewölbe des Mittelschiffs

In der Ostkappe des östlichen Mittelschiffsgewölbes befindet sich eine Majestas Domini. Umgeben von einer Mandorla thront Christus mit segnender Geste und Wundmalen an den Händen und Füßen auf zwei Regenbogen. Die Gewölbemalerei entstand um 1410/20. Eine ähnliche Darstellung befindet sich in der Dorfkirche Lichtenhagen.

### Apostelfiguren
In der Winterkirche der St.-Jacobi-Kirche befinden sich seit 1961 zwei Holzfiguren der Apostel Petrus und Paulus. Die ca. 60 cm hohen Figuren werden auf etwa 1500 datiert und sind mit den für sie signifikanten Attributen des Schlüssels und Schwertes ausgestattet. Ursprünglich waren sie vermutlich als Teil eines Altarretabels im Chor der Kirche des Franziskanerkonvents positioniert, welches den beiden Apostelfürsten gewidmet war. Ihr Verbleib bis zur Platzierung in der St.-Jacobi-Kirche ist nicht rekonstruierbar.

### Grabplatten
Heute sind noch 45 mittelalterliche Grabplatten aus der St.-Jacobi-Kirche erhalten. Dies ist im Vergleich zu anderen Greifswalder Kirchen eine geringe Zahl, welche vermutlich auf die minder ausgedehnte und wohlhabende Gemeinde der ehemaligen Greifswalder „Neustadt“ zurückzuführen, in der die St.-Jacobi-Kirche angesiedelt ist. Zudem führte der große Brand von 1461 zu beträchtlichem Schaden.
Mehrere der älteren Grabsteine gehören der Familie Letzenitz, die ein Erbbegräbnisrecht besaß. Beispielsweise steht der auf das Jahr 1356 und 1368 datierte Doppelgrabstein des Bürgermeisters Everhard Letzenitz und seiner Ehefrau Gertrud Pape im Innenraum der Kirche.
Die Grabplatten bestehen aus schwedischem Kalkstein. Sie sind meistens sehr schlicht gehalten, mit einigen Ritzzeichnungen. Ein großer Teil ist mit den Attributen des Apostels Jakobus d. Ä. durch den Pilgerstab mit Knauf und Schaft, der verjüngenden Spitze und der Pilgermuschel verziert. Einige Grabsteine sind auch mit Wappen verziert. Seit dem 17. Jahrhundert wurden die Grabplatten zweit- und drittverwendet.

### Liturgische Geräte
Zu den wenigen erhaltenen mittelalterlichen und frühneuzeitlichen Geräten der St.-Jacobi-Kirche gehören zwei vergoldete Silberkelche, eine Patene und eine Oblatendose.

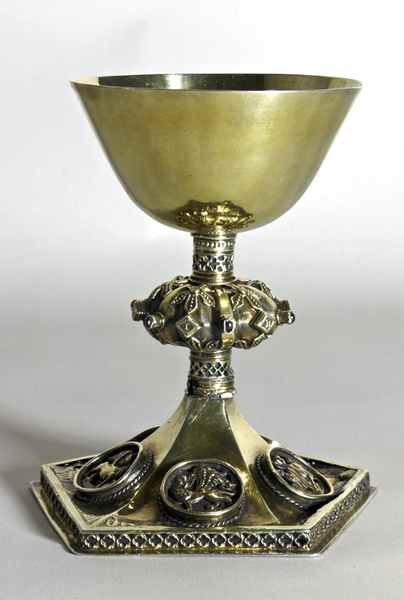
Kelch, zweiter Hälfte 14./Anfang 15. Jh.

Der erste spätgotische Abendmahlskelch wird auf die zweite Hälfte des 14. Jahrhunderts oder auf den Anfang des 15. Jahrhunderts datiert. Unter der einfachen, flachen Kuppa zieren neun Vierblätter den Schaft. Der Nodus ist mit abwechselnd sechs runden und sechs rautenförmigen Facetten versehen und mit Eichenlaub verziert. Der fünfeckige Fuß ist mit fünf aufgelöteten kreisrunden Reliefs verziert. Beginnend mit dem ersten Relief, befindet sich ein Kruzifix, welches zwischen Maria und Johannes liegt. Die weiteren Reliefs zeigen die Symbole der vier Evangelisten. Die fünf Seiten des Fußes, in welche die runden Formen des Schaftes auslaufen, sind mit je vierzehn stehenden Vierpässen versehen. Folgende Inschrift mit spätgotischer Minuskel ziert den Kelch: „Dieser Kelch gehört der Bruderschaft zum heiligen Leichnam. Erbarme dich meiner.“
Form und Schrift des zweiten Kelches weisen darauf hin, dass der Kelch womöglich aus der zweiten Hälfte des 14. Jahrhunderts stammt. Der Kelch hat eine flache, einfache Kuppa und einen runden Schaft. Die sich zusätzlich am Schaft befindenden Minuskeln „cristus“, „nr. dous“ bilden zusammen mit der Majuskel den Satz „Jhesus Cristus noster dominus“.
Zum Kelch gehört eine vergoldete, unverzierte Patene, die ebenfalls auf die zweite Hälfte des 14. Jahrhunderts oder auf den Anfang des 15. Jahrhunderts datiert ist.
Den Deckel der silbernen Oblatendose ziert eine Rose. Eingraviert wurden die Initialen „A. R.“

### Verlorene Ausstattung
Ein großer Teil der ursprünglichen Ausstattung der St.-Jacobi-Kirche ist heute nicht mehr vorhanden. Einen guten Überblick über das verlorene Kircheninterieur bietet Theodor Pyl. Der Regionalhistoriker Vorpommerns unterteilt seine Ausführungen zu diesem Thema in „Die innere Einrichtung“ und „Die Glocken und heiligen Geräthe“. In einer Art Inventarliste zählt er die größtenteils verlorene Ausstattung auf.
Darunter befinden sich u. a.:
- Der ursprüngliche Altar der St.-Jacobi-Kirche, ein aus Ziegeln gefertigter und mit einer gotischen Kalksteinplatte abgedeckter Hochaltar, der in der Mitte des Chores stand. Im Jahre 1610 wurde dieser durch einen Holzaltar ersetzt und auch seine Platzierung, zugunsten einer größeren Bewegungsfreiheit im Raum, zur Ostseite des Chores verlegt. Ebendieser wurde während der Napoleonischen Kriege 1807 beschädigt und im Jahr 1842 bei der Chorrestaurierung ersetzt.[40]
- Die erste Kanzel, so vermutet Pyl, lag an der südöstlichen Ecke des Chores. 1594 wurde eine neue hölzerne Kanzel an selber Stelle oder im Mittelschiff errichtet. Im Jahre 1754 wurde diese durch eine Kanzel im Rokokostil im Mittelschiff ersetzt. Diese Kanzel, sowie fast die gesamten Emporen und Gestühle, wurden 1807 ebenfalls Opfer von Zerstörung. Kurz darauf wurde mit der Errichtung einer neuen Kanzel begonnen, wieder im Stil des Rokoko.[40]
- An der Westseite vor dem Turm entstand 1360 die alte Orgel der St.-Jacobi-Kirche. Später wurde eine neue Orgel errichtet, die aber ebenfalls 1807 zerstört und im Zuge der Restaurierung 1842 erneuert wurde.[40]
- Der ursprüngliche Taufstein aus dem 13. Jahrhundert[41] ist heute noch erhalten und steht wieder im Altarraum. Zwischenzeitlich diente eine hölzerne Konstruktion als Taufstein, die ebenfalls 1807 der Zerstörung unterlag. 1842 wurde ein teilweise vergoldetes Taufbecken in polygonaler Form aufgestellt.[40]
- Der ehemalige Fußboden der St.-Jacobi-Kirche bestand aus einem Ziegelmosaik, welches fast vollständig durch Grabplatten aus gotländischem Kalkstein ersetzt wurde.[40]
- Ursprünglich sollen vier Glocken im Turm der St.-Jacobi-Kirche gehangen haben, von denen keine erhalten geblieben ist. Eine wurde 1856 umgegossen und auch zwei weitere 1917/1918 eingeschmolzen.[40][42] Die große Betglocke wurde beim Turmbrand 1955 zerstört.[42]
- Aufgrund eines Kirchenbuchs von 1488 und einer Inventur im Zuge der Reformation im Jahr 1545 lässt sich nachverfolgen, dass sich zahlreiche Kleinodien im Besitz der Kirche befanden. Beispielhaft zu erwähnen wären hier mehrere Marienbilder, Kronen, Monstranzen, Kelche, Patenen, Oblatendosen, Messgewänder, Paternoster und Ritualbücher.[40]

## Orgel

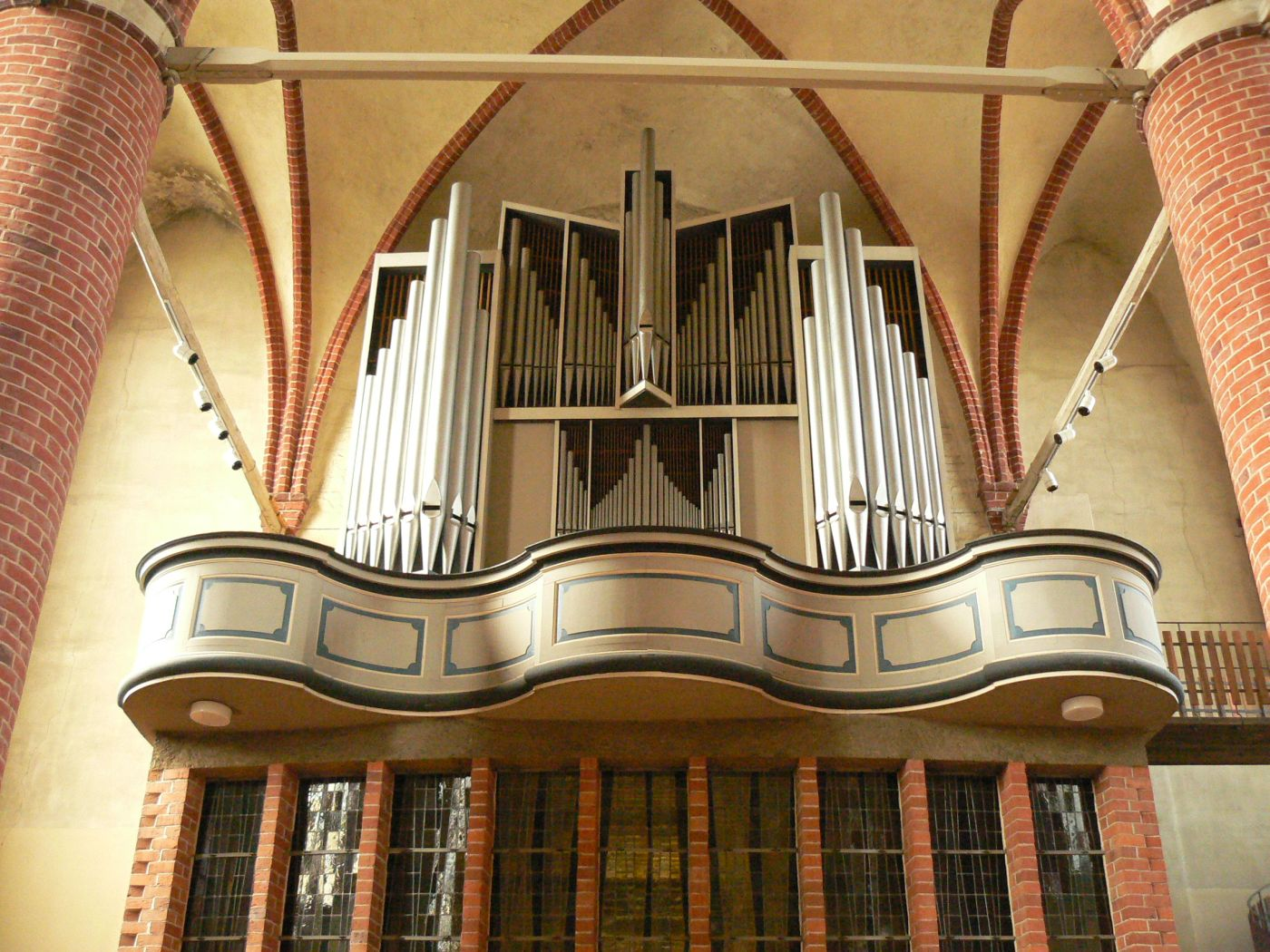
Schuke-Orgel (1968)

Die Orgel wurde 1968 von der Potsdamer Orgelbaufirma Schuke installiert. Sie ersetzt ein Instrument, das 1822 von der Orgelbaufirma Buchholz erbaut worden war und 1955 beim Turmbrand zerstört wurde. Das rein mechanische Instrument hat 30 Register auf zwei Manualen und Pedal.
| I Hauptwerk C–g3 |             |       |
| 1.               | Bordun      | 16′   |
| 2.               | Prinzipal   | 8′    |
| 3.               | Dulzflöte   | 8′    |
| 4.               | Koppelflöte | 8′    |
| 5.               | Oktave      | 4′    |
| 6.               | Spitzflöte  | 4′    |
| 7.               | Nassat      | 2 ⁄3′ |
| 8.               | Oktave      | 2′    |
| 9.               | Schwiegel   | 2′    |
| 10.              | Mixtur VI   |       |
| 11.              | Scharff V   |       |
| 12.              | Trompete    | 16′   |

| II Unterwerk C–g3 |            |    |
| 13.               | Gedackt    | 8′ |
| 14.               | Quintadena | 8′ |
| 15.               | Principal  | 4′ |
| 16.               | Rohrflöte  | 4′ |
| 17.               | Oktave     | 2′ |
| 18.               | Sifflöte   | 1′ |
| 19.               | Tertian II |    |
| 20.               | Scharff IV |    |
| 21.               | Dulcian    | 8′ |
|                   | Tremulant  |    |

| Pedal C–f1 |                  |     |
| 22.        | Principal        | 16′ |
| 23.        | Subbass          | 16′ |
| 24.        | Gemshorn         | 8′  |
| 25.        | Oktave           | 4′  |
| 26.        | Rohrflöte        | 2′  |
| 27.        | Mixtur VI        |     |
| 28.        | Bassaliquote III |     |
| 29.        | Posaune          | 16′ |
| 30.        | Trompete         | 8′  |

- Koppeln: II/I, I/P, II/P

## Geläut
In der Glockenstube im Kirchturm hängt gegenwärtig eine Glocke im Ton d′. Sie wurde 1964 von der Gießerei Schilling in Apolda gegossen. Das Geläute vor dem Krieg und dem Kirchenbrand 1955 bestand aus drei Glocken. Die heutige Glocke ist nach dem Vorbild der ehemaligen größten Glocke entstanden. Die Gemeinde verfolgt das Ziel, das Geläute wieder zu komplettieren.

## Bildgalerie

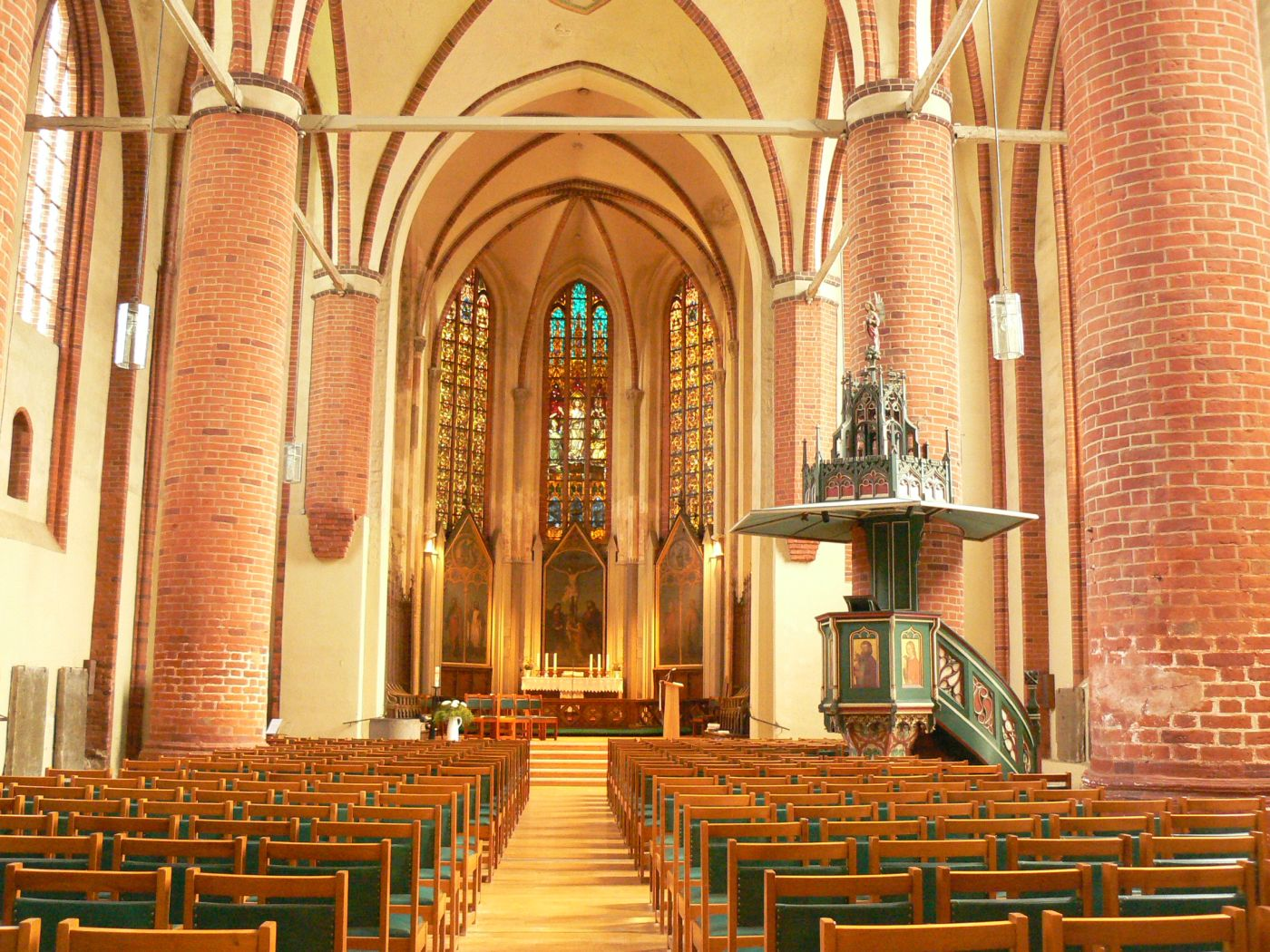
Kanzel und Altar
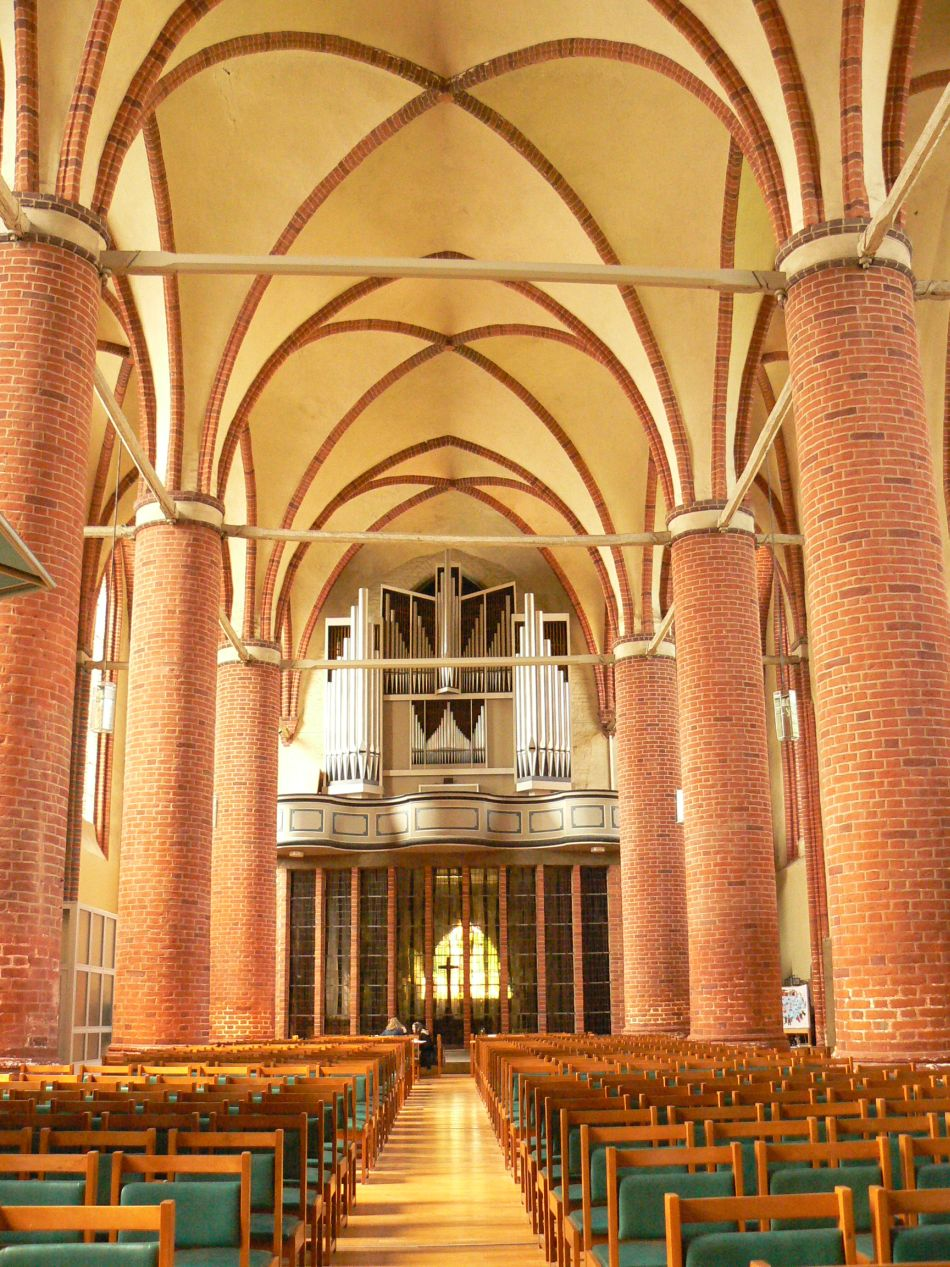
Schiff nach Westen
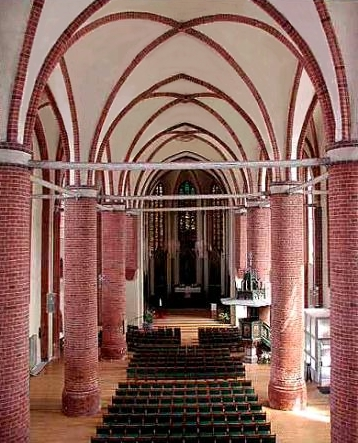
Schiff von Westen
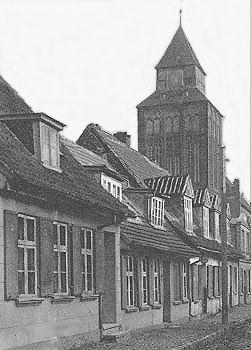
St. Jacobi um 1920